# Роман з контрабасом (оповідання)
«Роман з контрабасом» (рос. Роман с контрабасом) — оповідання Антона Чехова, вперше опубліковане 1886 року.

## Історія
Оповідання «Роман з контрабасом» Чехов написав 1886 року. Вперше воно вийшло друком 7 червня того самого року в 23-му номері журналу «Осколки» з підписом А. Чехонте. Також увійшло до зібрання творів письменника, видавцем якого був А. Ф. Маркс.
Письменник-самоук Сергій Семенов писав про те, як до цього твору ставився Лев Толстой: "Коли вийшов перший том оповідань Чехова у виданні Маркса, Лев Миколайович з великою увагою зупинився на гуморі Чехова. Він казав, що в наш час він — першокласний гуморист…. І тільки деякі з гумористичних речей йому здавалися незрозумілими, як, наприклад: «Роман з контрабасом» і «Швидка допомога».
Критик А. Л. Ліповський писав розповідь так: «Тим, хто знає Чехова за останніми його творами, здаються безглуздими оповідання на кшталт „Роману з контрабасом“» і що це оповідання типове лише для творчості раннього Чехова, коли в його творах панував «легкий сміх» і «анекдот, то цікавий, то пересічний».
Історик літератури Семен Венгеров зарахував оповідання «Роман з контрабасом» до творів Чехова, у яких «анекдотичність і навіть прямий шарж» виходять на перший план, тому повз увагу письменника проходять психологічна і життєва правда.
Письменник Іван Бунін зазначав таке: «якби він (Чехов) більше нічого не написав, окрім „Раптової кінської смерті“ або „Роману з контрабасом“, то й тоді можна було б сказати, що в російській літературі блиснув і зник дивовижний розум, тому що вигадати і вміти сказати хорошу нісенітницю, хороший жарт можуть тільки дуже розумні люди, ті, у яких розум „всіма жилами тече“».

## Сюжет

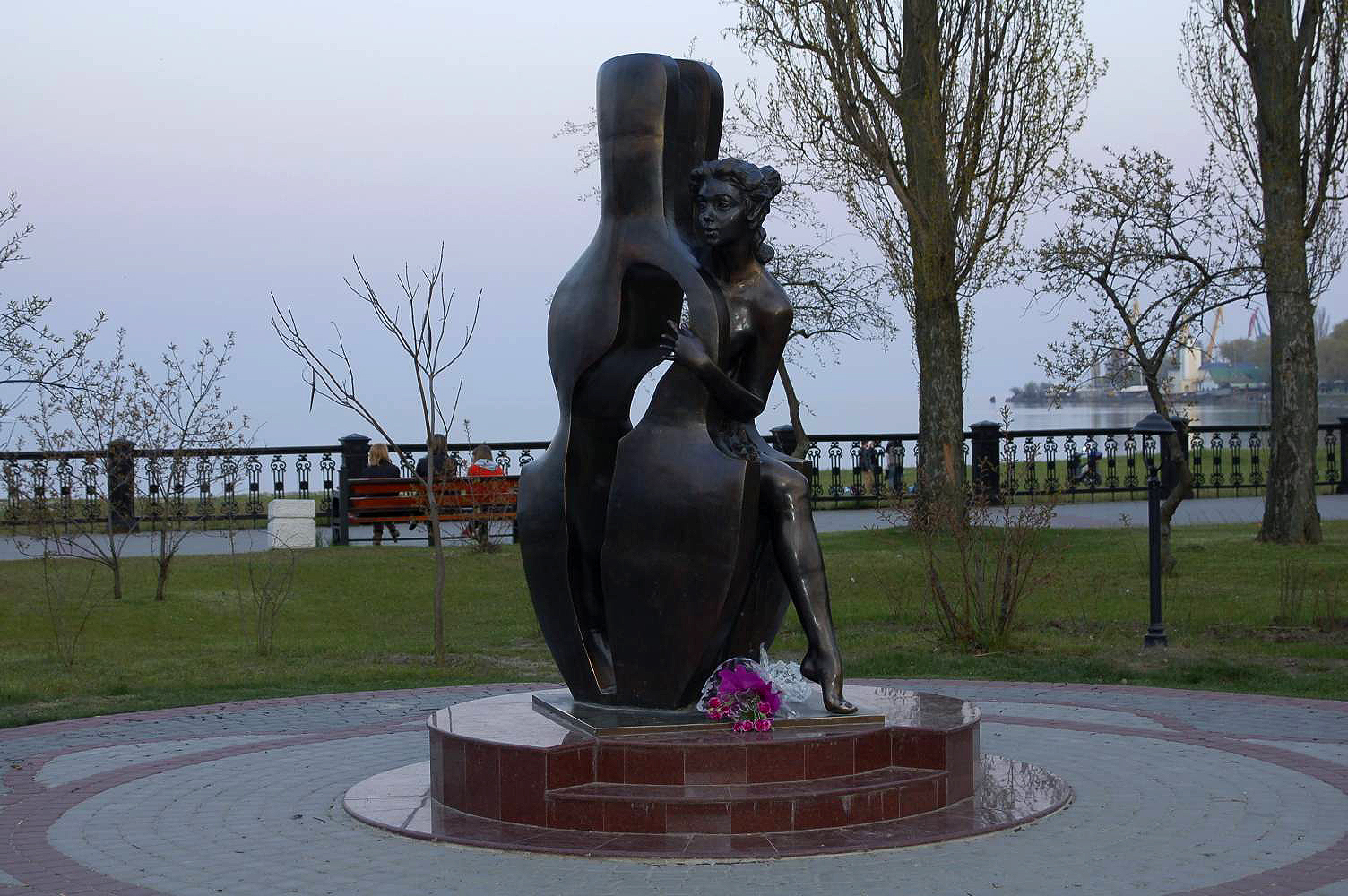
Скульптурна композиція «Роман з контрабасом»

Дія оповідання розгортається влітку на березі річки. На дачу князя Бібулова, де мав відбутися вечір з м́узикою, йшов муз́ика Смичков. Бажаючи освіжитися, він зупинився, щоб скупатися в річці. Під час купання побачив неподалік дівчину, що ловила вудкою рибу. Це була княжна Бібулова. Смичков вирішив залишити дівчині споминок про себе. Він нарвав букет квітів і причепив його до вудки. Букет разом з поплавком пішов на дно. Повернувшись на берег музикант не знайшов там свого одягу. Засмучений, він сів на футляр з контрабасом і задумався, що робити в такій ситуації.
Тим часом, дівчина, що було задрімала, прокинулася і побачила, що поплавок потонув. Вона вирішила, що це зачепився гачок, і полізла у воду, аби його звільнити. Коли вона повернулася на берег, то побачила, що її одяг також вкрали. Дівчина вирішила не йти голою, а почекати, поки стемніє, потім піти до тітки Аrафьї і послати її додому за сукнею. До настання темряви вона вирішила сховатися під місток. Там вона й зустріла голого Смичкова, який спочатку подумав, що це за ним прийшла річкова сирена. Після емоційних роз'яснень Смичков пропонує дівчині сховатися у футляр його контрабаса і віднести її на дачу. Дорогою, у темряві він побачив дві постаті. Вирішивши, що це злодії, погнався за ними, а футляр залишив обабіч дороги.
Тої ж пори і тою ж дорогою на дачу Бібулова йшли товариші Смичкова, флейта Жучков і клярнет Размахайкін. Вони побачили футляр з контрабасом, вирішили, що Смичков упився і залишив його, тож забрали знахідку з собою. На дачі перед балом надвірний радник Лакеіч і граф Шкаликов після розмови підійшли до оркестри. «Підійшовши до контрабаса, вони почали швидко розв'язувати ремні… і — о жах!» Смичков, повернувшись після погоні, не знайшов футляр. Він боявся, що дівчина може там задихнутися, і тому до півночі його шукав. Так і не знайшовши дорогого тягара, подався до світанку під місток. Місцеві селяни ще довго бачили «якусь rолу людину, геть зарослу волоссям і в циліндрі».

## Переклади українською
Оповідання «Роман з контрабасом» увійшло до першого тому тритомного зібрання перекладів Чехова українською мовою, що вийшло 1930 року у видавництві Книгоспілка. Перекладач — Борис Антоненко-Давидович.